# Ernesto Cristaldo
Ernesto Rubén Cristaldo Santa Cruz (Asunción, 16 marzo 1984) è un ex calciatore paraguaiano, di ruolo difensore.